# الغواصة الألمانية يو دي-5
كان يو د-5 غواصة من فئة أوه 21. هي الغواصة الهولندية K XXVII التي تم إإعادة تسميتها أوه 27 لكن ت مالإستيلاء عليها من قبل الالمان اثناء الغزو الألماني لهولندا في الحرب العالمية الثانية وتم تكليفها في كريغسمرين]. بقيت الغواة بعد الحرب وعادت إلى هولندا حيث عملت تحت اسمها القديم حتى عام 1959.

## تاريخ
تم طلب الغواصة في 8 يوليو 1938 وتم وضعها في 3 أغسطس 1939 باسم K XXVII في أحواض روتتردام في روتردام. أثناء البناء تم تغيير اسمها إلى أوه 27. بعد الغزو الألماني في 10 مايو 1940، تم اغستيلاء عليها في الفناء من قبل القوات الغازية.
قرر الألمان إكمالها. تم الإطلاق في 26 سبتمبر 1941. عملت في كريجسمارين تحت اسم يو دي-5 وتم تكليفها في 30 يناير 1942.
من نوفمبر 1941 إلى أغسطس 1942، كانت الغواصة بمثابة غواصة تدريب في كييل في الأسطول الخامس. كانت الغواصة متمركزًة في لوريان في فرنسا المحتلة من أغسطس 1942 حتى يناير 1943 وألحقت بالأسطول العاشر.
في اثناء دورية غرب فريتاون رصدت الغواصة وقامت بإغراق 7,628 طن من سفينة الشحن البريطانية بريمروز هيل في 29 أكتوبر 1942.

## قائمة المراجع
- Busch، Rainer؛ Röll، Hans-Joachim (1999). German U-boat commanders of World War II : a biographical dictionary. London, Annapolis, Md: Greenhill Books, Naval Institute Press. ISBN:978-1-55750-186-8.
- Gröner، Erich؛ Jung، Dieter؛ Maass، Martin (1991). U-boats and Mine Warfare Vessels. London: Conway Maritime Press. ج. 2. ISBN:978-0-85177-593-7. {{استشهاد بكتاب}}: |عمل= تُجوهل (مساعدة)